# Ommerenveld
Ommerenveld est une localité des Pays-Bas appartenant à la commune de Buren.